# Emi Nakajima
Emi Nakajima (中島 依美, Nakajima Emi, Yasu, 27 september 1990) is een Japans voetbalster die als middenvelder speelt bij INAC Kobe Leonessa.

## Carrière

### Clubcarrière
Nakajima begon haar carrière in 2009 bij INAC Kobe Leonessa. Met deze club werd zij in 2011, 2012 en 2013 kampioen van Japan.

### Interlandcarrière
Nakajima nam met het Japans nationale elftal O20 deel aan het WK onder 20 in 2010.
Nakajima maakte op 14 mei 2011 haar debuut in het Japans vrouwenvoetbalelftal tijdens een vriendschappelijke wedstrijd tegen de Verenigde Staten. Zij nam met het Japans elftal deel aan het Aziatisch kampioenschap 2014 en Aziatische Spelen 2014. Japan behaalde goud op de Aziatisch kampioenschap en zilver op de Aziatische Spelen. Zij nam met het Japans elftal deel aan het Aziatisch kampioenschap 2018 en Aziatische Spelen 2018. Japan behaalde goud op de Aziatisch kampioenschap en Aziatische Spelen. Ze heeft 69 interlands voor het Japanse elftal gespeeld en scoorde daarin 14 keer.

## Statistieken
| Japans vrouwenvoetbalelftal | Japans vrouwenvoetbalelftal | Japans vrouwenvoetbalelftal |
| Jaar                        | Wed.                        | Dlp.                        |
| --------------------------- | --------------------------- | --------------------------- |
| 2011                        | 2                           | 0                           |
| 2012                        | 0                           | 0                           |
| 2013                        | 7                           | 1                           |
| 2014                        | 12                          | 4                           |
| 2015                        | 3                           | 1                           |
| 2016                        | 7                           | 1                           |
| 2017                        | 15                          | 2                           |
| 2018                        | 19                          | 4                           |
| 2019                        | 13                          | 1                           |
| Totaal                      | 78                          | 14                          |